# (35724) 1999 FW53
1999 FW53 (asteroide 35724) é um asteroide da cintura principal. Possui uma excentricidade de 0.15962070 e uma inclinação de 2.43386º.
Este asteroide foi descoberto no dia 20 de março de 1999 por LINEAR em Socorro.